# Rick Laird
Richard Quentin "Rick" Laird (født 5. februar 1941 i Dublin, Irland, død 4. juli 2021) var en irsk/amerikansk bassist.
Laird kom til New York i midten af 1960'erne hvor han studerede bas på Berklee College of Music. Han er bedst kendt som den originale bassist i jazz/rock fusions orkestret Mahavishnu Orchestra, Han var med fra (1971-1973). Han har ligeledes spillet med Wes Montgomery, Buddy Rich, Sonny Stitt, Sonny Rollins, Brian Auger, Stan Getz, Chick Corea, Yusef Lateef, Benny Golson etc.

## Udvalgt diskografi
- Soft Focus (1979) - i eget navn
- The Inner Mounting Flame (1971) - med Mahavishnu Orchestra
- Birds of Fire (1973) - med Mahavishnu Orchestra
- Between Nothingness & Eternity (1973) - med Mahavishnu Orchestra
- Keep the Customer Satisfied (1970) - med Buddy Rich
- Live in London vol 1, 2 & 3 (2004, 2005 & 2006) - med Sonny Rollins
- Live at Ronnie Scott's 15 Jan 1966 (2017) - med Yusef Lateef
- Gifts & Messages (1964) - med Rahsaan Roland Kirk
- Live in London (2004) - med Rahsaan Roland Kirk
- Three Little Words (1997) - med Benny Golson